# Museu Nacional Colégio de São Gregório
O Museu Nacional Colégio de São Gregório é um museu de arte da Espanha, localizado na cidade de Valladolid. Até há pouco se chamava Museu Nacional de Escultura de Valladolid.
Foi fundado como Museu Provincial de Belas Artes, inaugurando em 4 de outubro de 1842. Sua primeira sede foi instalada no Palácio de Santa Cruz. Mais tarde, pela qualidade de seu acervo, foi qualificado como Museu Nacional. Desde 1990 está em andamento um grande projeto de restauro de seus vários prédios históricos, o Colégio de São Gregório, o Palácio de Villena, o Palácio do Conde de Gondomar e a Igreja de San Benito el Viejo, com reabertura prevista para 2009.
Seu acervo foi reunido de coleções dispersas entre conventos desativados, depósitos e aquisições do Estado. Sua seção de escultura é extensa e da maior importância, cobrindo o período desde a baixa Idade Média até o século XIX, e procedente de várias regiões da Europa. Entre os autores mais célebres representados estão Alonso Berruguete, Juan de Juni, Gregorio Fernández, Alonso Cano, Juan Martínez Montañés, Pedro de Mena e Diego de Siloé.